# Crassibougia hediae
Crassibougia hediae is een slakkensoort uit de familie van de Fasciolariidae. De wetenschappelijke naam van de soort is voor het eerst geldig gepubliceerd in 2012 door Stahlschmidt & Fraussen.